# NŠK Novi Sad
NŠK Novi Sad, Novosadski šahovski klub – serbski klub szachowy z siedzibą w Nowym Sadzie, pięciokrotny mistrz kraju.

## Historia
Klub został założony w 1922 roku z inicjatywy Jovana Rajkovicia, Žarko Ognjanovicia i Boško Mešterovicia. Pierwszym prezesem został Rajković. Klub zaczął prowadzić aktywną działalność, stając się przed II wojną światową jednym z najprężniej działających szachowych ośrodków w Jugosławii. W latach 1941–1944 klub nie uczestniczył w żadnych zawodach. Po zakończeniu II wojny światowej, od 1946 roku, zespół uczestniczył w mistrzostwach Jugosławii, do 1948 roku pod nazwą ŠK Sloga Novi Sad. W sezonie 1946/1947 klub uczestniczył w finałowej grupie, w której uległ jedynie Crvenej zvezdzie, zdobywając tym samym wicemistrzostwo kraju. W 1947 roku ukończono sezon na trzecim miejscu, za Crveną zvezdą i Partizanem. W tym samym roku zdobyto mistrzostwo Wojwodiny. W kolejnych latach zespół zajął piąte, czwarte i szóste miejsce. W 1952 roku odpadł w grupie eliminacyjnej, a dwa lata później spadł z ligi. Do najwyższej jugosłowiańskiej klasy rozgrywkowej klub z Nowego Sadu powrócił w 1971 roku i grał na tym poziomie do 1988 roku, z trzema wyjątkami (1978, 1983, 1985). W tym okresie najlepiej ukończono sezon w 1980 roku, na piątym miejscu. W 1990 roku klub był współodpowiedzialny za organizację olimpiady szachowej. W latach 1993–1995 zespół ponownie grał w pierwszej lidze Jugosławii. W 2000 roku klub ponownie powrócił do Prvej ligi. Zespół uzyskał wówczas wicemistrzostwo kraju. Rok później zdobyto trzecią pozycję, a w 2002 roku – szóstą. W latach 2003–2005 zespół uczestniczył w Prvej saveznej lidze Srbije i Crne Gore, zdobywając wicemistrzostwo w 2004 roku i trzecie miejsce rok później.
Od 2006 roku klub rywalizował w Prvej lidze Srbije, uzyskując w inauguracyjnym sezonie trzecie miejsce, podobnie w 2007 roku. W 2008 roku zawodnicy klubu zdobyli mistrzostwo Serbii. Kadrę drużyny stanowili wówczas Emil Sutowski, Dragan Šolak, Aleksandar Kovačević, Robert Markuš, Dušan Popović, Miroljub Lazić, Petar Popović, Miodrag Jevtić i Władysław Niewiedniczy. W 2009 roku klub zajął trzecie miejsce. W latach 2011–2013 NŠK Novi Sad zdobył trzy tytuły z rzędu. W 2015 roku NŠK zdobył piąty tytuł. W 2021 roku zespół zajął trzecie miejsce w lidze.

## Arcymistrzowie w historii klubu
- Slaviša Brenjo[20]
- Aleksiej Driejew[21]
- Cem Kaan Gökerkan[22]
- Zlatko Ilinčić[23]
- Aleksandar Kovačević[23]
- Miroljub Lazić[23]
- Robert Markuš[24]
- Władysław Niewiedniczy[23]
- Dušan Popović[13]
- Petar Popović[23]
- Siergiej Rublewski[25]
- Vahap Şanal[26]
- Dragan Šolak[23]
- Emil Sutowski[13]
- Bojan Vučković[27]
- Mustafa Yılmaz[28]